# Hermann Emil Fischer
(Motivazione del Premio Nobel)
Hermann Emil Fischer (Euskirchen, 9 ottobre 1852 – Berlino, 15 luglio 1919) è stato un chimico tedesco, fra i principali contributori al progresso della biochimica e della chimica organica classica.
Nel 1875, a 23 anni, scoprì un importante composto, l'idrazina, largamente impiegata nelle sintesi organiche e nella chimica organica analitica. Durante la prima guerra mondiale, l'idrazina fu utilizzata anche come propellente liquido per razzi, ma Fischer trovò in questa sostanza la chiave per accedere alla chimica dei carboidrati (o zuccheri) della quale egli fu il pioniere. E dai suoi zuccheri sintetici giunse alle ricerche sugli enzimi (o fermenti) della cui chimica è considerato il fondatore. Stabilì anche la chimica delle sostanze che sono in relazione con l'acido urico, da lui chiamate purine, e ne iniziò la sintesi. Nel 1902 ottenne il premio Nobel per la chimica per i grandissimi risultati ottenuti nel campo della chimica degli zuccheri.

## Biografia
È l'ottavo figlio di Laurenz Fischer e Julie Poesgen, l'unico maschio rimasto in vita poiché erano morti un fratello e una sorella prima della sua nascita. Passa la gioventù a Flamersheim, dove inizia gli studi scolastici presso una scuola privata di stampo protestante fondata dal padre. All'età di 12 anni passa alle scuole superiori a Wetzler e nel 1869, all'età di 16 anni, consegue l'esame di maturità a Bonn risultando tra i migliori del suo anno.
Dapprima vuole studiare matematica e fisica, però il padre si oppone ritenendo queste materie “astratte e non fruttuose“ e gli consiglia piuttosto di studiare chimica: in realtà spera che suo figlio si dedichi agli studi di economia. Emil Fischer si decide quindi a frequentare per due semestri la facoltà di economia; dopo poco comunque si annoia a tal punto da lasciare quegli studi per passare nel periodo di Pasqua del 1871 alla facoltà di chimica dell'università di Bonn: egli stesso afferma di essere del tutto inadatto al commercio. Suo padre, imprenditore di successo, avrebbe detto dopo aver saputo della scelta del figlio: “costui è troppo stupido per fare l'imprenditore, che studi allora“.
Non trovandosi bene a Bonn (vuole persino abbandonare la chimica per tornare alla fisica) si trasferisce, nel semestre autunnale del 1872, a Strasburgo, dove nel 1874 consegue il dottorato con il relatore Adolf von Baeyer sull'argomento della ciclizzazione della ftaleina.
Già durante i suoi anni di studio viene notato da uno dei suoi professori, il chimico Friedrich Rose, per le sue altissime capacità analitiche, a tal punto che viene incaricato dallo stesso professore ad analizzare l'acqua di una sorgente situata nell'Oberalsass.
Con le sue ricerche sulla idrazina riceve l'abilitazione all'insegnamento nel 1878 a Monaco, per ottenere già nel 1879 la cattedra di chimica analitica (l'assunzione in termini di tempo così brevi si spiega dal momento che l'edificio dell'università di Monaco era stato ampliato e quindi servivano nuovi docenti).
Nella primavera del 1880, quando ancora lavora a Monaco l'università di Aquisgrana gli offre la cattedra che lui però rifiuta in quanto gli strumenti tecnici a disposizione erano per lui insufficienti. Inoltre c'era troppa disorganizzazione per i suoi gusti in tale università e, ancora, non gli bastava la busta paga. Il direttore dell'università di Aquisgrana, essendo rimasto deluso dal rifiuto di Fischer, parla con un suo amico chiedendogli cosa avesse sbagliato: costui gli dice che deve alzare la paga. A questo punto quindi viene fatta una nuova offerta di lavoro a Fischer, rifiutata però anche questa volta: la disorganizzazione e la poca preparazione a livello tecnico erano due elementi troppo proibitivi per il noto chimico.
Dopo aver passato alcuni anni a Erlangen, dove inizia le sue ricerche sugli zuccheri, passa a Würzburg, città nella quale conosce e sposa Agnes Gerlach il 22 febbraio 1888. Sua moglie gli dà tre figli (il primo dei quali nasce nel 1888, il secondo nel 1891 e l'ultimo nel 1894), prima di morire il 12 novembre 1895. Per essere ammesso alla cattedra di Würzburg si dovette sottomettere a un test particolare: essendo stato ammalato per molto tempo, il rettore dell'università di Würzburg voleva prima essere sicuro che si fosse completamente ripreso. Per questo Fischer fu invitato da un veterinario, amico del suddetto rettore, prima a una passeggiata molto lunga, e poi a una bevuta di prosecco: il malcapitato veterinario però non sapeva che bere e fare passeggiate erano due dei passatempi preferiti di Fischer, e quindi, a fine serata, il chimico dovette praticamente portare a casa il suo esaminatore. Il giorno dopo Fischer fu assunto all'università di Würzburg. A questo punto, nel 1892 Fischer si trasferisce definitivamente a Berlino.
Nel 1902 ottiene il Premio Nobel per la chimica "come riconoscimento per le sue ricerche sugli zuccheri e sulla sintesi delle purine". Nel 1919, dopo essersi ammalato di cancro, probabilmente sovvenuto dopo aver fatto degli esperimenti con la cancerogena fenilidrazina, e dopo la perdita della moglie e di due figli, decide di suicidarsi con il cianuro.
Dopo la sua morte gli è stato intitolato il cratere Fischer sulla Luna.

## Attività scientifica

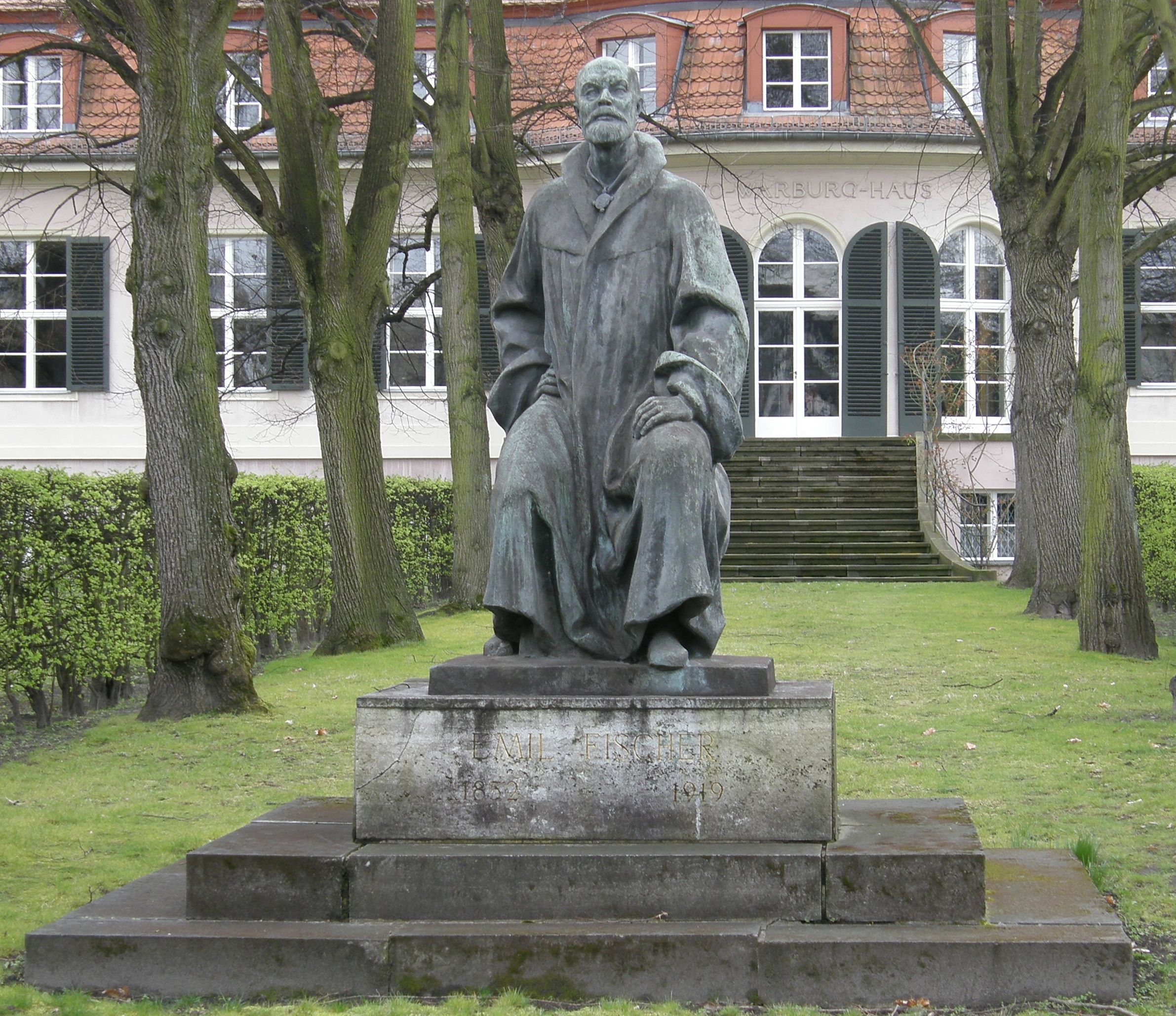
Monumento di Emil Fischer nel giardino di fronte all'istituto della fisiologia cellulare "Max Planck" a Berlino-Dahlem

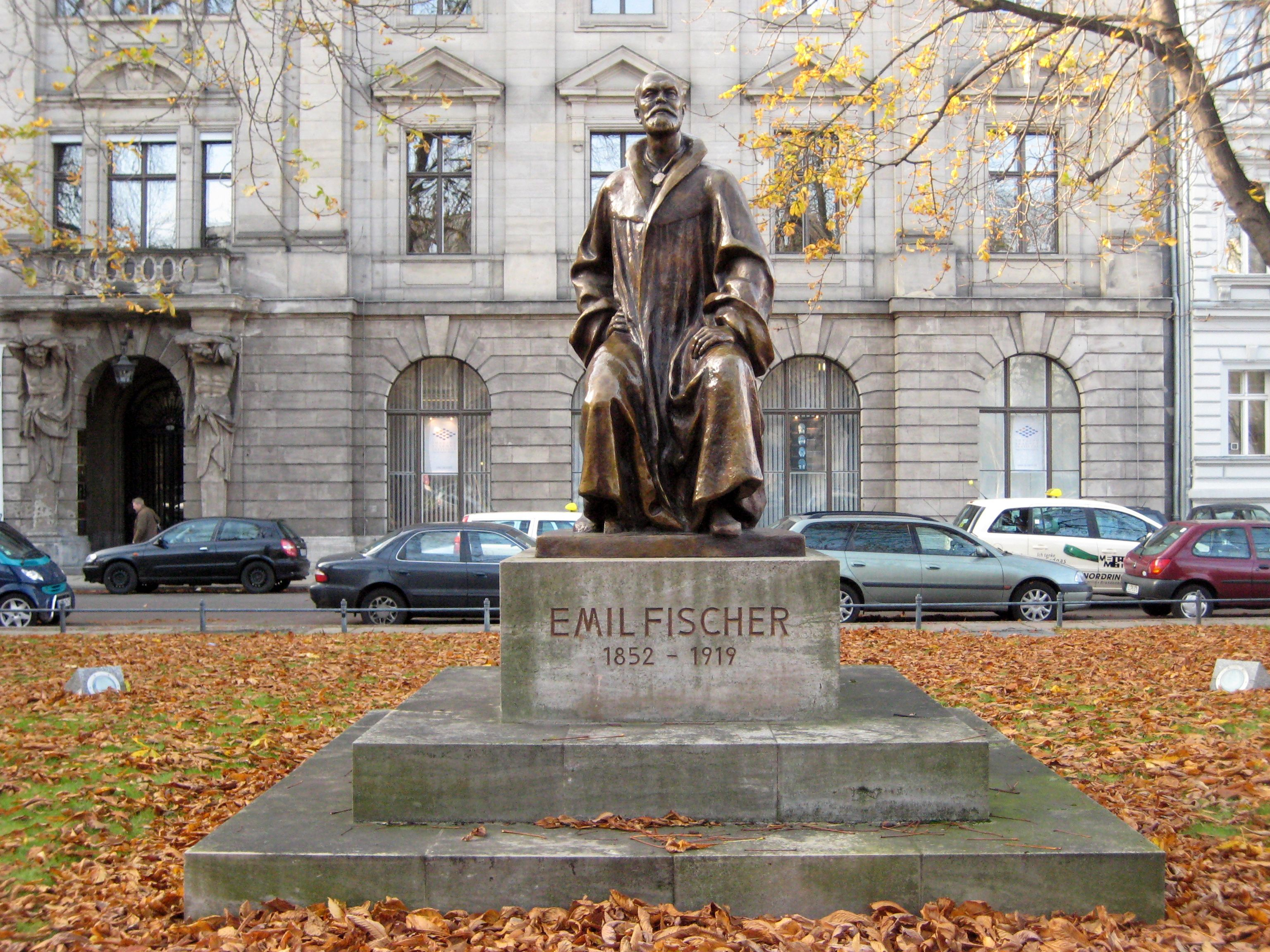
Monumento per Emil Fischer nella piazza Robert Koch a Berlino

In riconoscimento dei suoi risultati nella sintesi dello zucchero e delle purine ebbe il premio Nobel per la chimica nel 1902.
Fischer era un maestro nella determinazione della struttura dei composti chimici organici. Nel 1884 iniziava il suo grande lavoro sugli zuccheri che trasformò la conoscenza fino a quel tempo acquisita. Riusciva a far derivare un gruppo carbonilico (carbonile) libero dagli zuccheri a partire dalla fenilidrazina, e più tardi, nel 1891, determinò la configurazione del D-glucosio, D-mannosio e D-arabinosio. Il risultato, derivato dalla determinazione della struttura dello zucchero, è conosciuto come la “prova di Fischer”. Attraverso il suo lavoro sulla stereochimica degli zuccheri e il potere ottico rotatorio delle soluzioni zuccherine riusciva a dare un adeguato spazio alla teoria della chiralità di van't Hoff nell'ambito della chimica organica.
Tra i suoi più importanti contributi alla chimica ci sono la determinazione della struttura del glucosio, la sintesi dell’indolo di Fischer (1883) e la formulazione del “modello chiave-serratura” (1894, l'idea di base è che ci sono diverse sostanze che devono essere assemblate in un determinato modo, come la chiave con la serratura; un esempio è dato dall'insieme enzima-substrato).
Nel 1900 inaugura il nuovo edificio dell'istituto di chimica organica dell'università di Berlino. Fischer con i suoi studenti insiste sullo svolgimento corretto di ogni lavoro e inoltre sull'importanza della professionalità nella ricerca scientifica.
Dapprima non dà molto peso alla caccia dei brevetti e non si cura troppo neanche della fisica – tutto ciò cambia più tardi, durante la prima guerra mondiale: anche se contrario alla guerra (viene da lui descritta come impresa senza speranze e socialmente pericolosa), si occupa tuttavia di alcuni problemi inerenti alla chimica industriale nei periodi di maggiore scarsità di materie prime (si tiene comunque lontano dalla branca della chimica militare, che mirava a produrre armi chimiche).
Fischer, desiderando maggiori libertà scientifiche per promettenti novizi chimici, fonda assieme a Harnack la Kaiser Wilhelm-Gesellschaft, un'associazione a fini di ricerca: la cooperazione tra scienza e industria era molto importante per lui.
Scopre, inoltre, la struttura di alcaloidi come la caffeina (contenuta nel caffè) e la teobromina (contenuta nel cioccolato) e si occupò a lungo della loro sintesi. Esegue importanti ricerche anche sulla sintesi delle proteine e studia i lipidi (o grassi). Oggi il suo cognome si trova nei nomi di molte reazioni chimiche o concetti chimici:
- sintesi dei peptidi di Fischer
- riduzione di Fischer
- esterificazione di Fischer-Speier.

## Scritti
- Introduction to the preparation of organic compounds (London, Williams & Norgate, 1909)
- Chemical research in its bearings on national welfare (New York, E. S. Gorham, 1912)
- Emil Fischer. Aus meinem Leben. Berlin, 1922